# Stockholms enskilda bank, Hornsgatan

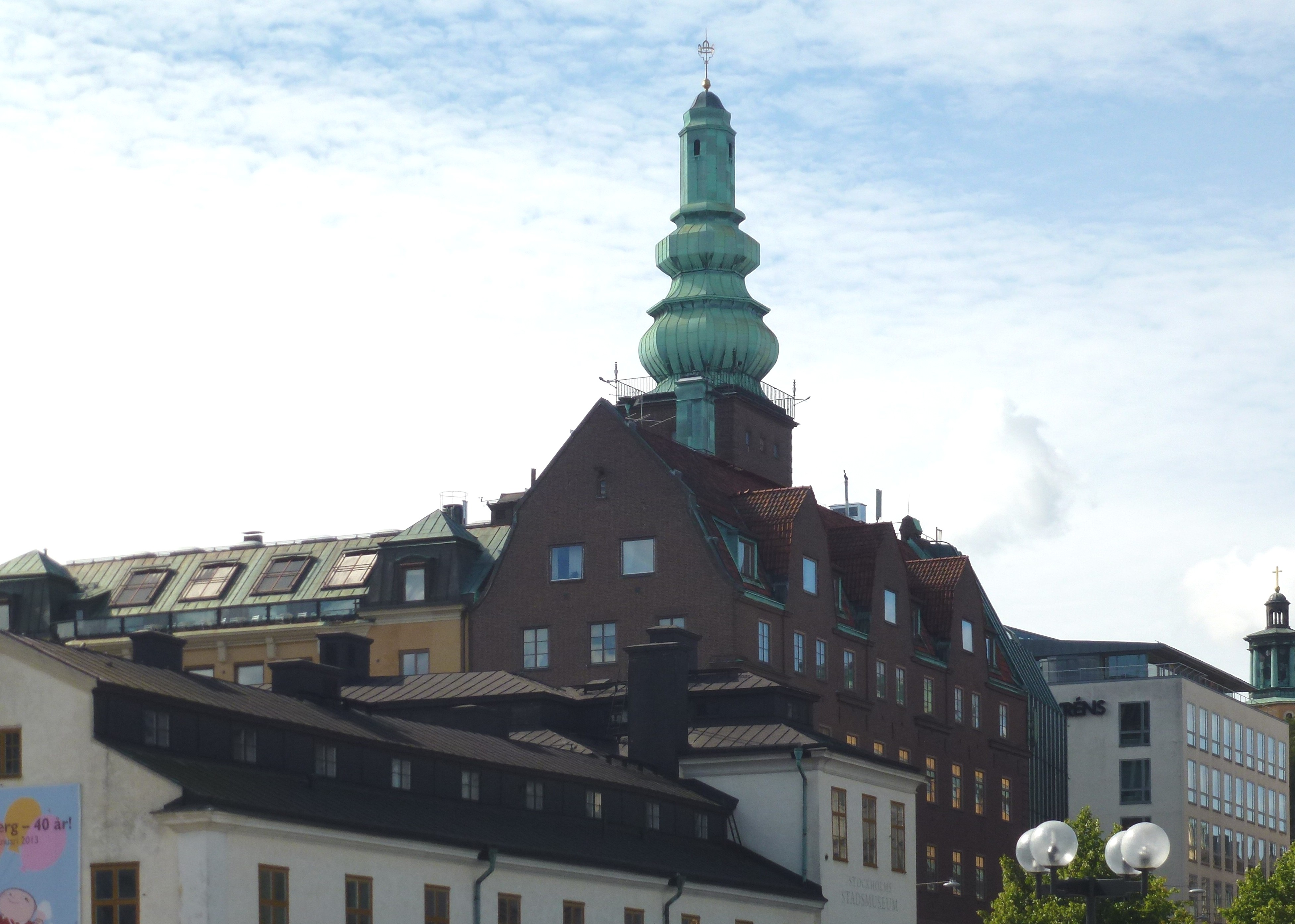
Vy från Södermalmstorg.

Stockholms enskilda bank vid Hornsgatan 1-3  är en kontorsbyggnad uppförd mellan 1913 och 1915 i kvarteret Jupiter större på Södermalm i Stockholm. Byggherre var Stockholms enskilda bank och arkitekt Ivar Tengbom ritade byggnaden medan Hesselman & Bergström uppförde det. Byggnaden dominerar hörnet av hörnet mot Götgatan och med sitt höga torn även omgivningens stadsbild.

## Arkitektur
Ivar Tengbom gestaltade fasaderna rustikalt med mörkrött Helsingborgstegel och röd granit. Husets brutna gavel mot Götgatan visar släktskap med dansk och nordtysk tegelarkitektur. Mot Hornsgatan märks tre stora takkupor, även de med brutet tak. Ankarjärn och ett burspråk med småspröjsiga fönster för tanken till svenskt 1600-tal. Komplexet domineras av ett högt torn med kopparklädd tornhuv och förgylld tornspira. I bottenvåningen fanns bankhallen samt butiker, bland annat Feith's konsert-kafe, en filial av Feiths konditori.
Banklokalen var placerad i bottenvåningens hörn. Lokalen är ornamentalt smyckad med kalksten som kontrasterar mot ljust putsade väggar och tak. Ett blåskimrande kakel klädde tidigare det svagt välvda bankvalvet. Kakelbeklädnaden förstördes dessvärre i samband med att banken flyttade 1972.
Totalt avvikande ter sig Byggnad för Sparbankernas bank, som förlänger komplexet mot väst med adress Hornsgatan 5-7. Det uppfördes 1962 till 1963 efter ritningar av AOS Arkitekter (Magnus Ahlgren, Torbjörn Olsson och Sven Silow). De valde en fasad helt i koppar och glas med kraftigt accentuerade vertikala band.

## Bilder

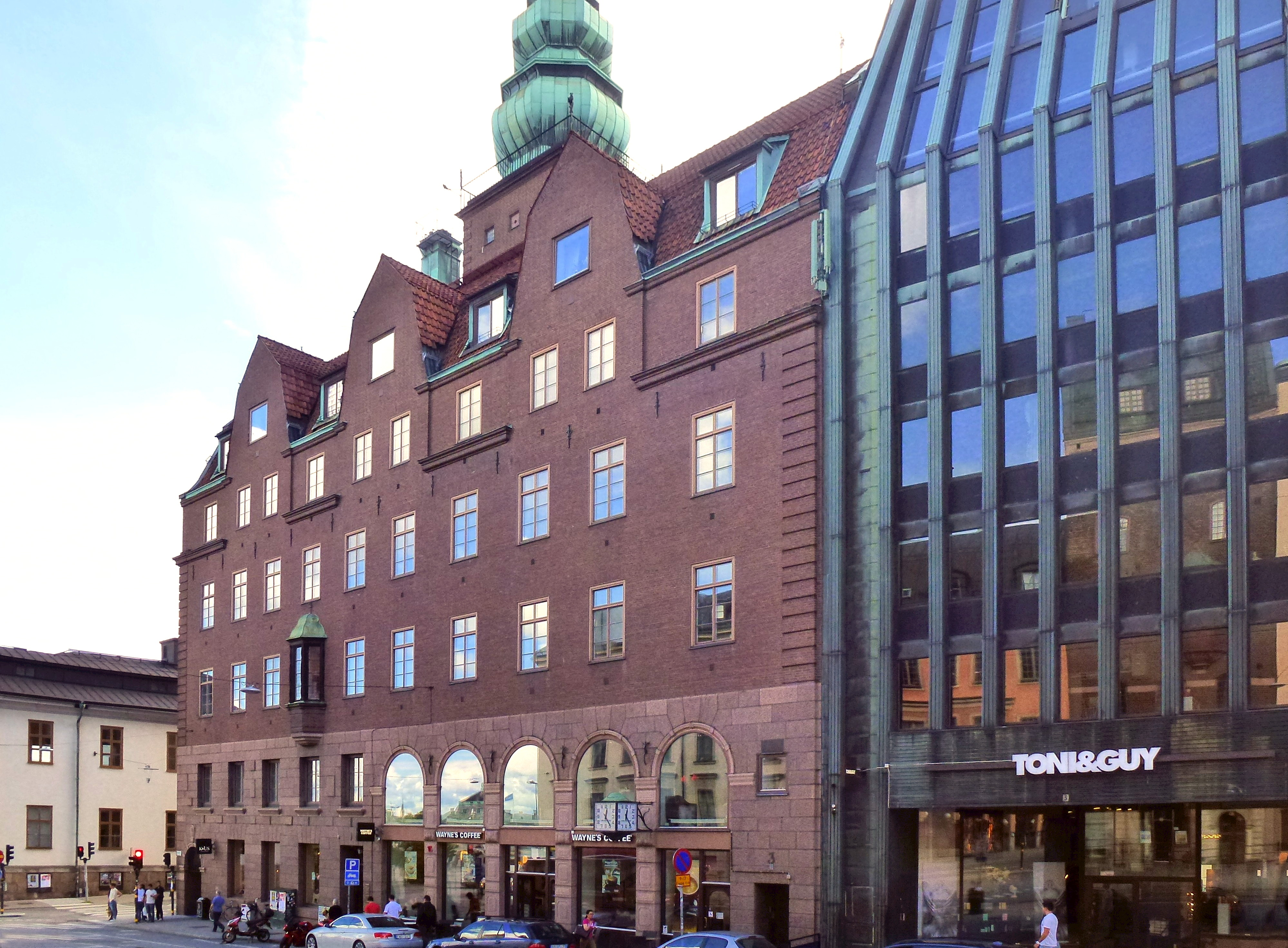
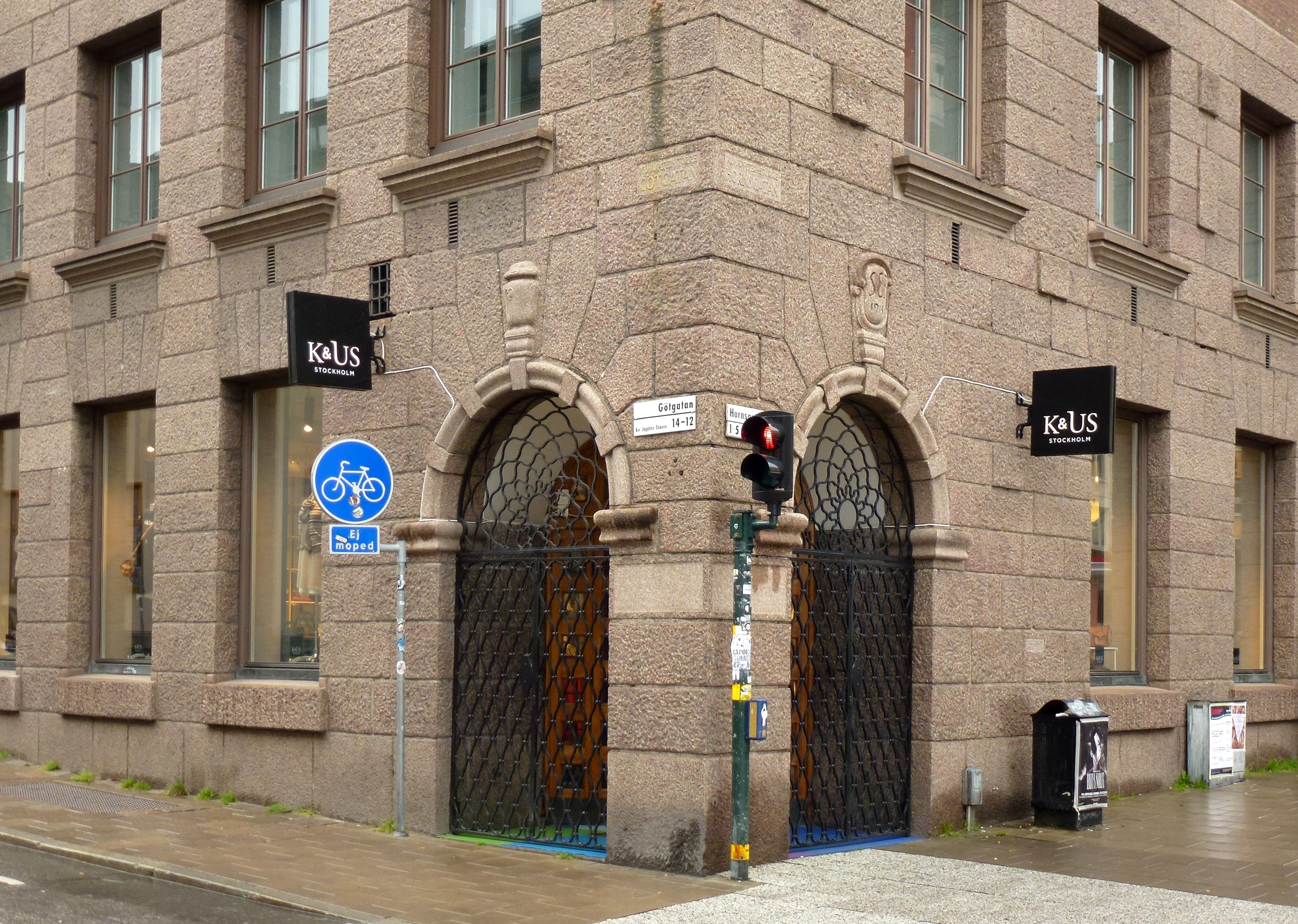
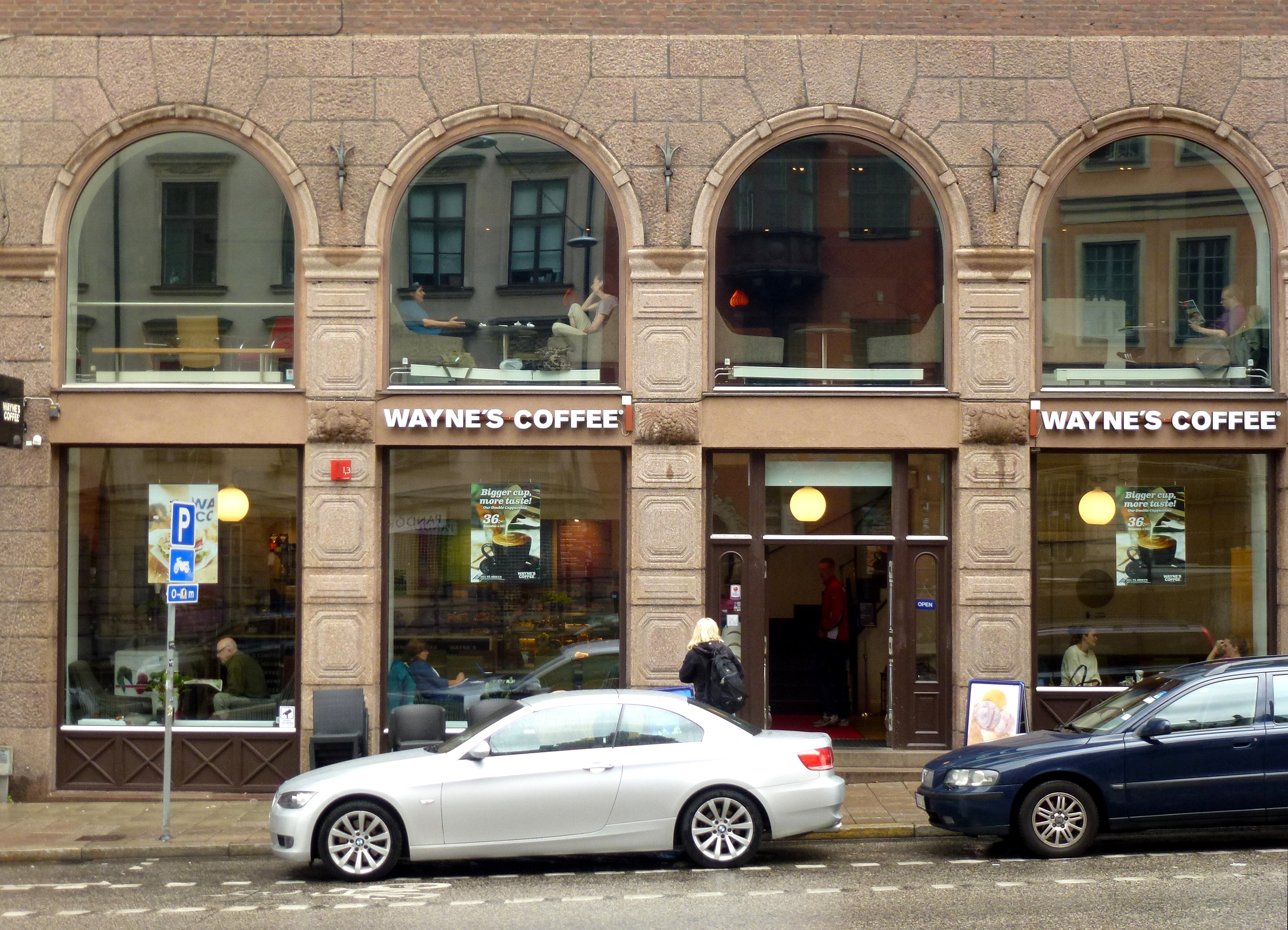
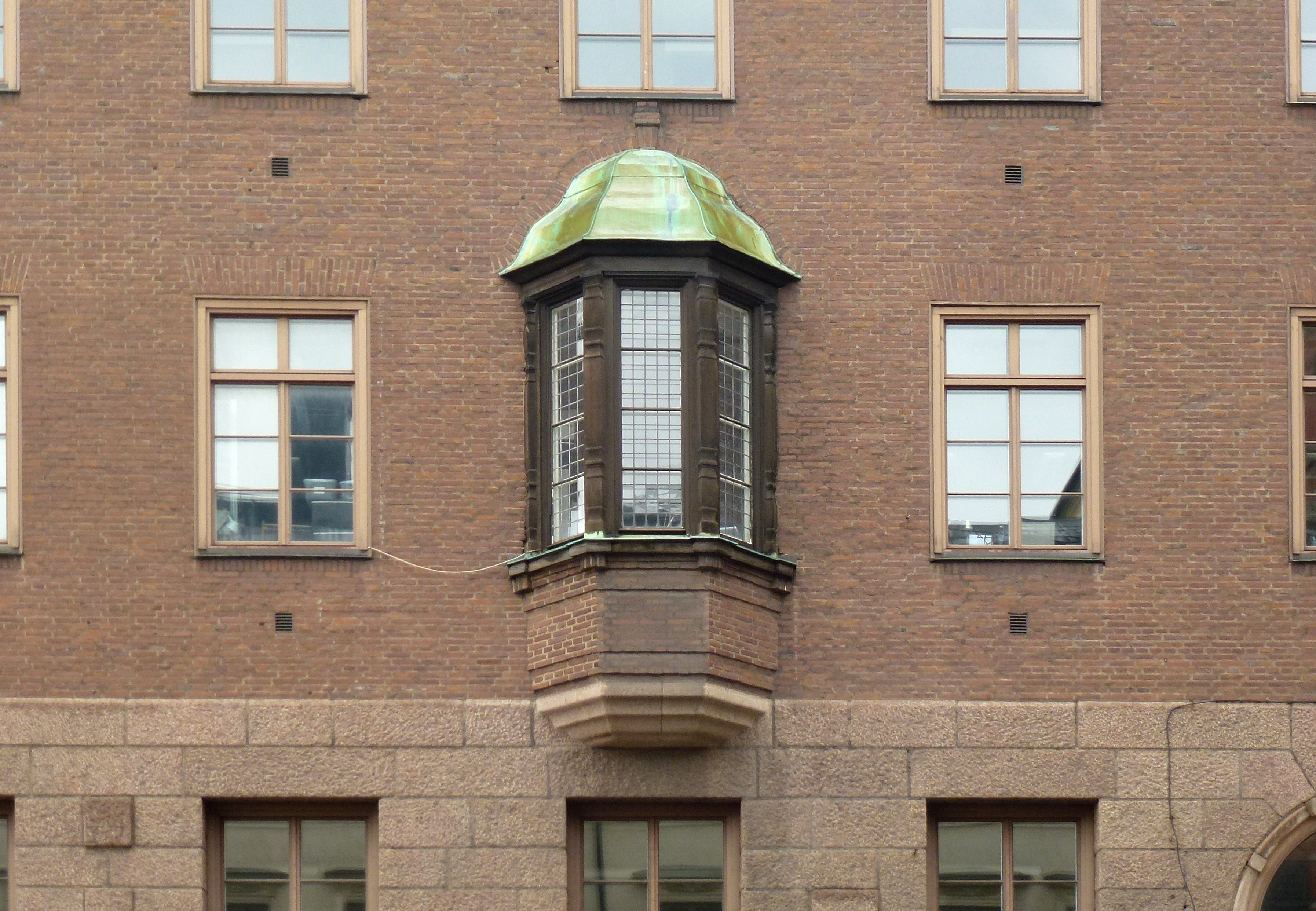